# Какаги (озеро)
Какаги (англ. Kakagi Lake) — озеро в провинции Онтарио в Канаде. Также известно как озеро Кро́у (англ. Crow Lake, «Воронье озеро»).

## География
Озеро расположено на юго-западе Северо-западного Онтарио, восточнее Лесного озера и севернее Нестор-Фоллс. Одно из средних озёр Канады — общая площадь составляет 28 км². Сток из озера на запад в Лесное озеро. Максимальная глубина озера составляет 56,7 метра, средняя глубина — 26,5 метра. Длина озера равна 24 км, максимальная ширина — 11 км, длина береговой линии — 338 км. Высота над уровнем моря — 337 метров. Озеро имеет 214 островов, самые крупные из которых — Бэар, Бёрч, Корнер, Эмилс, Фиш, Гоулд, Грин, Москито, Пайн, Минк, Росс, Томпкинс, Трейлс.

## Фауна
Отличается кристально чистой водой. Сочетание водных пространств с большими глубинами и участков мелководья для нереста обеспечивает высокую продуктивность озера, по продуктивности озёрной форели на гектар водных угодий озеро занимает первое место в Канаде. В озере водится жёлтый судак, маскинонг, щука, окунь, озёрная форель, озёрный сиг. Развито любительское и спортивное рыболовство. Ловятся очень крупные экземпляры, в частности был пойман маскинонг (разновидность щуки) длиной 1,4 метра (55 дюймов).

## Туризм
Озеро Какаги известно у любителей водного туризма, в первую очередь у каноистов. Является частью популярного маршрута умеренной сложности «Озеро Какаги — озеро Камерон», который проходит по петле, начинающейся и заканчивающейся в озере Какаги. Длина петли составляет 51 км, на маршруте 5 озёр (Какаги, Стефен, Флинт, Сидартри, Камерон) и 5 волоков, один из которых очень длинный (2,5 км). Прохождение маршрута обычно занимает 4 дня. Туристы могут увидеть лысых орлов, обитающих в этих местах, и наскальные рисунки на озере Стефен.